# Discographie des Simple Minds
Cet article détaille la discographie du groupe de Rock Alternatif écossais Simple Minds. Le groupe est formé en 1977 à Glasgow (Ecosse) par Jim Kerr (leader et chanteur) et Charlie Burchill (cofondateur et guitariste). Le groupe compte 21 albums studio, 67 singles et près de 60 millions d'abums vendus dans le monde.

## Albums

### Albums studios
| Année                                                                                              | Information | Classement | Classement | Classement | Classement | Classement | Classement | Classement | Classement | Ventes certifiées |
| Année                                                                                              | Information | UK         | AUS        | FRA ,      | NLD        | NZ         | SWE        | SWI        | US         | Ventes certifiées |
| -------------------------------------------------------------------------------------------------- | --- | ---------- | ---------- | ---------- | ---------- | ---------- | ---------- | ---------- | ---------- | --- |
| 1979                                                                                               | Life in a Day - Sortie : 10 mars 1979 - Label: Zoom / Arista                                                    | 30         | –          | –          | –          | –          | –          | –          | –          | |
| 1979                                                                                               | Real to Real Cacophony - Sortie: 1er novembre 1979 - Label: Zoom / Arista                                       | –          | –          | –          | –          | –          | –          | –          | –          | |
| 1980                                                                                               | Empires and Dance - Sortie: 1er septembre 1980 - Label: Zoom / Arista                                           | 41         | –          | –          | –          | 47         | –          | –          | –          | |
| 1981                                                                                               | Sons and Fascination - Sortie: 12 septembre 1981 - Label: Virgin                                                | 11         | 31         | –          | –          | 7          | 4          | –          | –          | - UK: Or |
| 1981                                                                                               | Sister Feelings Call - Sortie: 12 septembre 1981 (Initialement couplé avecSons and Fascination) - Label: Virgin | –          | –          | –          | –          | –          | –          | –          | –          | - UK: Or |
| 1982                                                                                               | New Gold Dream (81/82/83/84) - Sortie: 13 septembre 1982 - Label: Virgin                                        | 3          | 8          | 30         | 31         | 2          | 9          | –          | 69         | - UK: Platine - CAN: Or - FRA: Or - NVPI: Platine - NZ: Platine - SWE: Or                                                              |
| 1984                                                                                               | Sparkle in the Rain - Sortie: 6 février 1984 - Label: Virgin                                                    | 1          | 15         | 17         | 2          | 1          | 2          | 19         | 64         | - UK: Platine - CAN: Or - FRA: Or - NZ: Or                                                                                             |
| 1985                                                                                               | Once Upon a Time - Sortie : 21 octobre 1985 - Label: Virgin                                                     | 1          | 7          | 7          | 1          | 3          | 4          | 7          | 10         | - UK: 3 × Platine - BEL: Platine - CAN: 2 × Platine - FRA: Or - GER: 2 × Or - GRE: Or - NVPI: Platine - NZ: Platine - SPA: Or - US: Or |
| 1989                                                                                               | Street Fighting Years - Sortie: 8 mai 1989 - Label: Virgin                                                      | 1          | 11         | 1          | 1          | 4          | 4          | 1          | 70         | - UK: 2 × Platine - AUS: Or - CAN: Or - FRA: 2 × Platine - GER: Platine - NVPI: Platine - SPA: Or - SWE: Or - SWI: Platine             |
| 1991                                                                                               | Real Life - Sortie: 8 avril 1991 - Label: Virgin                                                                | 2          | 13         | 10         | 6          | 11         | 5          | 2          | 74         | - UK: Platine - AUS: Or - FRA: 2 × Or - GER: Or - ITA: 3 × Or - NVPI: Or - SPA: Or - SWE: Or - SWI: Platine                            |
| 1995                                                                                               | Good News from the Next World - Sortie : 7 février 1995 - Label: Virgin                                         | 2          | 20         | 3          | 5          | 8          | 2          | 1          | 87         | - UK: Or - BEL: Or - FRA: Or - GER: Or - NOR: Or - SWI: Or                                                                             |
| 1998                                                                                               | Néapolis - Released: 16 March 1998 - Label: Chrysalis                                                           | 19         | –          | 26         | 22         | –          | 23         | 7          | NR         | |
| 2001                                                                                               | Neon Lights - Sortie : 8 octobre 2001 - Label: Eagle                                                            | 141        | –          | –          | –          | –          | –          | 65         | –          | |
| 2002                                                                                               | Cry - Released: 1 April 2002 - Label: Eagle                                                                     | 80         | –          | 94         | 56         | –          | –          | 35         | –          | |
| 2005                                                                                               | Black & White 050505 - Sortie : 12 September 2005 - Label: Sanctuary                                            | 37         | –          | 46         | 25         | –          | 46         | 20         | –          | - ITA: Or |
| 2009                                                                                               | Graffiti Soul - Sortie : 25 mai 2009 - Label: Universal                                                         | 10         | –          | 41         | 29         | –          | –          | 8          | –          | |
| 2014                                                                                               | Big Music - Sortie : 31 octobre 2014 - Label: Sony                                                              | 12         | –          | 69         | 22         | –          | –          | 20         | –          | |
| 2018                                                                                               | Walk Between Worlds - Sortie : 2 février 2018 - Label: BMG Rights Management                                    | 4          | 82         | 36         | 23         | –          | 41         | 5          | –          | |
| 2022                                                                                               | Direction of the Heart - Sortie : 21 octobre 2022 - Label: BMG Rights Management                                | 4          |            |            |            |            |            |            |            | |
| "–" signifie que l'album n'est pas classé dans les charts ou n'est pas sorti dans le pays indiqué. | |            |            |            |            |            |            |            |            | |

### Albums en public
- 1987 - Live in the City of Light (Virgin Records)
- 2012 - 5x5 Live (Virgin Records)
- 2014 - Celebrate: Live at the SSE Hydro Glasgow (Edsel Records)
- 2015 - Big Music Tour 2015 (Edsel Records / Demon Records)
- 2019 - Live in the City of Angels (BMG Rights Management)
- 2023 - New Gold Dreams: Live From Paisley Abbey (BMG Rights Management)
- 2025 - Live in the City of Diamonds (BMG Rights Management)

### Compilations
- 1990 - Themes - Volume 1: March 79-April 82 (Coffret 5CD) (Virgin Records)
- 1990 - Themes - Volume 2: August 82-April 85 (Coffret 5CD) (Virgin Records)
- 1990 - Themes - Volume 3: September 85-June 87 (Coffret 5CD) (Virgin Records)
- 1990 - Themes - Volume 4: February 89-May 90 (Coffret 5CD) (Virgin Records)
- 1992 - Glittering Prize 81/92 (Coffret 5CD) (Virgin Records)
- 2001 - The Best of Simple Minds (Virgin Records)
- 2003 - Early Gold (Virgin Records)
- 2004 - Silver Box (Coffret 5CD : démos, BBC sessions, Live + l'album inédit Our Secrets Are the Same) (Virgin Records)
- 2008 - Themes - Volume 5: March 91-September 92 (Coffret 5CD) (Virgin Records)
- 2013 - Celebrate: The Greatest Hits+ (Virgin Records)
- 2016 - Acoustic  (Caroline International Records)
- 2019 - 40: The Best of Simple Minds 1979-2019 (Universal Music)

### Singles
| Année     | Titre                                                      | Classements | Classements | Classements | Classements | Classements | Classements | Classements | Classements | Classements | Classements | Certifications                         | Album                                  |
| Année     | Titre                                                      | UK          | AUS         | CAN         | GER         | IRE         | ITA ,       | NLD         | NZ          | SWE         | US          | Certifications                         | Album                                  |
| 1977-1989 | 1977-1989                                                  | 1977-1989   | 1977-1989   | 1977-1989   | 1977-1989   | 1977-1989   | 1977-1989   | 1977-1989   | 1977-1989   | 1977-1989   | 1977-1989   | 1977-1989                              | 1977-1989                              |
| --------- | ---------------------------------------------------------- | ----------- | ----------- | ----------- | ----------- | ----------- | ----------- | ----------- | ----------- | ----------- | ----------- | -------------------------------------- | -------------------------------------- |
| 1979      | Life in a Day                                              | 62          | –           | –           | –           | –           | –           | –           | –           | –           | –           |                                        | Life in a Day                          |
| 1979      | Chelsea Girl                                               | –           | –           | –           | –           | –           | –           | –           | –           | –           | –           |                                        | Life in a Day                          |
| 1980      | Changeling                                                 | –           | –           | –           | –           | –           | –           | –           | –           | –           | –           |                                        | Real to Real Cacophony                 |
| 1980      | I Travel                                                   | –           | –           | –           | –           | –           | –           | –           | –           | –           | –           |                                        | Empires and Dance                      |
| 1981      | Celebrate                                                  | –           | –           | –           | –           | –           | –           | –           | –           | –           | –           |                                        | Empires and Dance                      |
| 1981      | The American                                               | 59          | –           | –           | –           | –           | –           | –           | –           | –           | –           |                                        | Sister Feelings Call                   |
| 1981      | Love Song                                                  | 47          | 17          | 38          | –           | –           | –           | –           | –           | 16          | –           |                                        | Sons and Fascination                   |
| 1981      | Sweat in Bullet                                            | 52          | –           | –           | –           | –           | –           | –           | 47          | 17          | –           |                                        | Sons and Fascination                   |
| 1981      | I Travel (reparution)                                      | –           | –           | –           | –           | –           | –           | –           | –           | –           | –           |                                        | Celebration                            |
| 1982      | Promised You a Miracle                                     | 13          | 10          | –           | –           | 25          | –           | 25          | 9           | 17          | –           |                                        | New Gold Dream (81/82/83/84)           |
| 1982      | Glittering Prize                                           | 16          | 9           | –           | –           | 11          | –           | –           | 4           | 11          | –           |                                        | New Gold Dream (81/82/83/84)           |
| 1982      | Someone Somewhere in Summertime                            | 36          | 51          | –           | –           | 19          | –           | –           | –           | –           | –           |                                        | New Gold Dream (81/82/83/84)           |
| 1983      | I Travel (2de reparution)                                  | –           | –           | –           | –           | –           | –           | –           | –           | –           | –           |                                        | Celebration                            |
| 1983      | Watefronf                                                  | 13          | 19          | –           | –           | 5           | –           | –           | 1           | 16          | –           |                                        | Sparkle in the Rain                    |
| 1984      | Speed Your Love to Me                                      | 20          | 76          | –           | –           | 9           | –           | –           | 46          | 18          | –           |                                        | Sparkle in the Rain                    |
| 1984      | Up on the Catwalk                                          | 27          | –           | –           | –           | 16          | –           | –           | 44          | –           | –           |                                        | Sparkle in the Rain                    |
| 1985      | Don't You (Forget About Me)                                | 7           | 6           | 1           | 4           | 3           | 2           | 2           | 3           | 13          | 1           | - UK: Platine - CAN: Platine - ITA: Or | The Breakfast Club (Soundtrack)        |
| 1985      | Alive and Kicking                                          | 7           | 21          | 3           | 17          | 2           | 1           | 2           | 5           | 11          | 3           | - UK: Argent - CAN: Or                 | Once Upon a Time                       |
| 1986      | Sanctify Yourself                                          | 10          | 46          | 17          | 38          | 4           | 27          | 3           | 22          | 16          | 14          |                                        | Once Upon a Time                       |
| 1986      | All the Things She Said                                    | 9           | 46          | 65          | 51          | 4           | –           | 6           | 20          | –           | 28          |                                        | Once Upon a Time                       |
| 1986      | Ghostdancing                                               | 13          | 72          | –           | –           | 3           | 46          | 18          | –           | –           | –           |                                        | Once Upon a Time                       |
| 1987      | Promised You a Miracle (live)                              | 19          | –           | –           | –           | 8           | –           | 55          | –           | –           | –           |                                        | Live In The City Of Light              |
| 1989      | Ballad of the Streets EP                                   | 1           | 12          | –           | 3           | 1           | 2           | 1           | 8           | 11          | –           | - UK: Argent                           | Street Fighting Years                  |
| 1989      | This Is Your Land                                          | 13          | 38          | 40          | 25          | 6           | 5           | 7           | 26          | 18          | –           |                                        | Street Fighting Years                  |
| 1989      | Take a Step Back                                           | –           | –           | –           | –           | –           | –           | –           | –           | –           | –           |                                        | Street Fighting Years                  |
| 1989      | Kick It In                                                 | 15          | 94          | –           | 65          | 6           | –           | 34          | 27          | –           | –           |                                        | Street Fighting Years                  |
| 1989      | The Amsterdam EP: Let It All Come Down / Sign o' the Times | 18          | 77          | –           | 40          | 11          | 11          | 16          | –           | –           | –           |                                        | Street Fighting Years                  |
| 1990-1999 |                                                            |             |             |             |             |             |             |             |             |             |             |                                        |                                        |
| 1991      | Let there be Love                                          |             |             |             |             |             |             |             |             |             |             |                                        | Real Life                              |
| 1991      | See the lights                                             |             |             |             |             |             |             |             |             |             |             |                                        | Real Life                              |
| 1991      | Stand by Love                                              |             |             |             |             |             |             |             |             |             |             |                                        | Real Life                              |
| 1991      | Real Life                                                  |             |             |             |             |             |             |             |             |             |             |                                        | Real Life                              |
| 1992      | Love Song / Alive And Kicking                              |             |             |             |             |             |             |             |             |             |             |                                        | Glittering Prize 81/92                 |
| 1995      | She's a Rever                                              |             |             |             |             |             |             |             |             |             |             |                                        | Good News from the Next world          |
| 1995      | Hypnotised                                                 |             |             |             |             |             |             |             |             |             |             |                                        | Good News from the Next world          |
| 1998      | Glitterball                                                |             |             |             |             |             |             |             |             |             |             |                                        | Neapolis                               |
| 1998      | War Babies                                                 |             |             |             |             |             |             |             |             |             |             |                                        | Neapolis                               |
| 2000-2009 |                                                            |             |             |             |             |             |             |             |             |             |             |                                        |                                        |
| 2001      | Homosapiens                                                |             |             |             |             |             |             |             |             |             |             |                                        | Neon Lights                            |
| 2002      | Belfast Trance                                             |             |             |             |             |             |             |             |             |             |             |                                        | Aucun                                  |
| 2002      | Cry                                                        |             |             |             |             |             |             |             |             |             |             |                                        | Cry                                    |
| 2002      | Spaceface                                                  |             |             |             |             |             |             |             |             |             |             |                                        | Cry                                    |
| 2002      | New Sunshine Morning                                       |             |             |             |             |             |             |             |             |             |             |                                        | Cry                                    |
| 2002      | One Step Closer                                            |             |             |             |             |             |             |             |             |             |             |                                        | Cry                                    |
| 2002      | Monster                                                    |             |             |             |             |             |             |             |             |             |             |                                        | Aucun                                  |
| 2003      | Don't you (Forget About Me) (remixes)                      |             |             |             |             |             |             |             |             |             |             |                                        | Live & Rare                            |
| 2004      | Dirty Old Town                                             |             |             |             |             |             |             |             |             |             |             |                                        | Live & Rare                            |
| 2005      | Too Much Television                                        |             |             |             |             |             |             |             |             |             |             |                                        | Black &White 050505                    |
| 2005      | Home                                                       |             |             |             |             |             |             |             |             |             |             |                                        | Black &White 050505                    |
| 2006      | Stranger                                                   |             |             |             |             |             |             |             |             |             |             |                                        | Black &White 050505                    |
| 2006      | Different World                                            |             |             |             |             |             |             |             |             |             |             |                                        | Black &White 050505                    |
| 2009      | Rockets                                                    |             |             |             |             |             |             |             |             |             |             |                                        | Graffiti Soul                          |
| 2009      | Stars Will Lead the Way                                    |             |             |             |             |             |             |             |             |             |             |                                        | Graffiti Soul                          |
| 2010-2019 |                                                            |             |             |             |             |             |             |             |             |             |             |                                        |                                        |
| 2012      | Theme for Great Cities                                     |             |             |             |             |             |             |             |             |             |             |                                        | Aucun                                  |
| 2013      | Broken Glass Park                                          |             |             |             |             |             |             |             |             |             |             |                                        | Celebrate : The Greatest Hits          |
| 2013      | Blood Diamonds                                             |             |             |             |             |             |             |             |             |             |             |                                        | Celebrate : The Greatest Hits          |
| 2014      | Honest Town                                                |             |             |             |             |             |             |             |             |             |             |                                        | Big Music                              |
| 2014      | Let the Day Begin                                          |             |             |             |             |             |             |             |             |             |             |                                        | Big Music                              |
| 2014      | Midnight Walking                                           |             |             |             |             |             |             |             |             |             |             |                                        | Big Music                              |
| 2015      | (Get A) Grip (On Yourself)                                 |             |             |             |             |             |             |             |             |             |             |                                        | Aucun                                  |
| 2016      | Promise You A Miracle                                      |             |             |             |             |             |             |             |             |             |             |                                        | Acoustic                               |
| 2018      | Magic                                                      |             |             |             |             |             |             |             |             |             |             |                                        | Walk Between Words                     |
| 2018      | The Signal And the Noise                                   |             |             |             |             |             |             |             |             |             |             |                                        | Walk Between Words                     |
| 2018      | Sense of Discovery                                         |             |             |             |             |             |             |             |             |             |             |                                        | Walk Between Words                     |
| 2018      | Summer                                                     |             |             |             |             |             |             |             |             |             |             |                                        | Walk Between Words                     |
| 2019      | Love Song (live)                                           |             |             |             |             |             |             |             |             |             |             |                                        | Live in the City of Angels             |
| 2019      | Promise You A Miracle (live)                               |             |             |             |             |             |             |             |             |             |             |                                        | Live in the City of Angels             |
| 2019      | For One Night Only                                         |             |             |             |             |             |             |             |             |             |             |                                        | 40: The Best of 1979-2019              |
| 2022      | Act of Love                                                |             |             |             |             |             |             |             |             |             |             |                                        | Direction of the Heart                 |
| 2022      | Vision Thing                                               |             |             |             |             |             |             |             |             |             |             |                                        | Direction of the Heart                 |
| 2022      | First You Jump                                             |             |             |             |             |             |             |             |             |             |             |                                        | Direction of the Heart                 |
| 2023      | Traffic                                                    |             |             |             |             |             |             |             |             |             |             |                                        | Direction of the Heart                 |
| 2023      | Solstice Kiss                                              |             |             |             |             |             |             |             |             |             |             |                                        | Direction of the Heart                 |
| 2023      | Someone Somewhere (In Summertime) (live at Paisley Abbey)  |             |             |             |             |             |             |             |             |             |             |                                        | New Gold Dream - Live at Paisley Abbey |
| 2023      | Promised You A Miracle (live at Paisley Abbey)             |             |             |             |             |             |             |             |             |             |             |                                        | New Gold Dream - Live at Paisley Abbey |
| 2023      | Get It On                                                  |             |             |             |             |             |             |             |             |             |             |                                        | Aucun                                  |